# Couvent San Domenico (Pérouse)
Pour les articles homonymes, voir Couvent San Domenico.
Le Couvent San Domenico est l'un des édifices religieux de la ville de Pérouse dans la région d'Ombrie en Italie.

## Description
Son grand cloître est devenu le siège du Musée national d'Archéologie de l'Ombrie, dont les collections comprennent de nombreuses pièces étrusques, des urnes cinéraires, en particulier, exposées dans les galeries superposées du cloître.
Il fait partie de l'ensemble religieux de la basilique San Domenico, fondé en 1304 et suivi de l'installation des Dominicains ; un édifice terminé en 1614, puis restructuré entre 1629 et 1632 par l'architecte baroque Carlo Maderno.